# Sackenbach (Lohr am Main)
Sackenbach ist ein Gemeindeteil der Stadt Lohr am Main im unterfränkischen Landkreis Main-Spessart in Bayern.

## Geographie
Der Ort liegt am Main an der Bundesstraße 26 zwischen Lohr am Main und Neuendorf auf 158 m ü. NHN. Durch Sackenbach führt die Trasse der Main-Spessart-Bahn.

## Geschichte
Im Jahre 1862 wurde das Bezirksamt Lohr am Main gebildet, auf dessen Verwaltungsgebiet Sackenbach lag. 1939 wurde wie überall im Deutschen Reich die Bezeichnung Landkreis eingeführt. Sackenbach war nun eine der 26 Gemeinden im Landkreis Lohr am Main. Mit Auflösung des Landkreises Lohr im Jahre 1972 kam Sackenbach in den neu gebildeten Landkreis Main-Spessart.
Die bis dahin selbstständige Gemeinde wurde am 1. Januar 1972 nach Lohr am Main eingemeindet.
Von 1914 bis 1985 gab es parallel zur Lungenheilstätte im Lohrer Stadtteil Lindig die Lungenheilstätte für Frauen – Maria-Theresien-Heim. Die Gebäude werden nun von der Firma Bosch Rexroth u. a. als Bürogebäude genutzt.

## Kirche
Die katholische Pfarrkirche St Bonifaz wurde von 1928 bis 1929 von Johann Adam Rüppel erbaut. Die Pfarrgemeinde ist Teil der Pfarreiengemeinschaft 12 Apostel am Tor zum Spessart.
Bis zu ihrem Umzug in die Lohrer Vorstadt befand sich das Gotteshaus der Freien Christengemeinde Lohr in Sackenbach.

## Gewässer
In Sackenbach mündet der Sackenbach in den Main. Er bildet die Wasserversorgung für ein Tretbecken unweit des Mains, um das sich ein in Lohr beliebtes Erholungsgebiet mit Sand- und Wasserspielmöglichkeiten für Kinder und Fußballplatz befindet.

## Verkehrsanbindung
- Durch Sackenbach führt die Bundesstraße 26. Die Bundesautobahn 3 ist über Marktheidenfeld schnell zu erreichen.
- Der Lohrer Bahnhof ist zu Fuß auf einem Weg entlang der Gleise erreichbar. Sackenbach besitzt selbst keine Haltestelle.
- Der Lohr-Liner, der Lohrer Stadtbus fährt Sackenbach halbstündlich an mehreren, im Dorf verteilten, Haltestellen an.

## Ansässige Unternehmen
- Bosch Rexroth AG (Hydraulik, Maschinenbau und Automationstechnik)
- Ernst Vormwald GmbH (Metallverarbeitung)
- Autohaus Pferr GmbH & Co. KG (Ford-Autohaus)
- Ingenieurbüro Karl Barz
- Solar-Soccer-Center (Ehemalige Tennishalle; umgebaut zur Kleinfeldfußball-Halle)

## Vereine
In Sackenbach gibt es diverse Vereine:
- Schützenverein KKS Sackenbach
- Freiwillige Feuerwehr Sackenbach
- Liederkranz Sackenbach
- Interessengemeinschaft Meeviertel (IGM)
- TSV Sackenbach